# Proteinurija
Proteinurija ali albuminurija (ponekod tudi proteinuria) je stanje, ko so v urinu prisotne beljakovine.

## Patogeneza
Negativni naboj in velikost beljakovin onemogočata prehod beljakovin iz krvne plazme v filtrat pri filtraciji krvi v ledvicah. Pri poškodbi glomerulov (filtracijskih enot ledvic) beljakovine prehajajo skoznje in se nabirajo v urinu. Ta postane penast, četudi se takšen urin pojavlja tudi pri ljudeh brez proteinurije. Po mnenju nekaterih raziskovalcev naj bi samo tretjina ljudi, ki ima penast urin, imela tudi proteinurijo.

## Klinične oblike proteinurije

### Mikroalbuminurija
Mikroabluminurija je manjše povečanje količine beljakovin v urinu (30–150 mg beljakovin/24 h). Lahko je tudi kazalnik srčno-žilnih bolezni.

## Nefrotska proteinurija
Pri napredovanju ledvične bolezni se izloči vedno več beljakovin v urin, kar privede do nefrotske proteinurije (več kot 3500 mg beljakovin/24 h).

## Vzroki
Povišan krvni tlak, povečana telesna masa (tudi obesitas ali adipositas) in sladkorna bolezen sodijo med povzročitelje proteinurije. Proteinurija je lahko posledica bolezni ledvic, lahko pa tudi zgolj vročinskega stanja, napora in drugih stanj.

## Sklic
1. ↑  »Termania - Slovenski medicinski slovar - proteinuríja«. www.termania.net. Pridobljeno 17. januarja 2021.
2. ↑  Khitan, Zeid J.; Glassock, Richard J. (7. november 2019). »Foamy Urine«. Clinical Journal of the American Society of Nephrology : CJASN. Zv. 14, št. 11. str. 1664–1666. doi:10.2215/CJN.06840619. ISSN 1555-9041. PMC 6832055. PMID 31575619.